# 嘉義市二二八紀念館
嘉義市二二八紀念館，位於嘉義市二二八紀念公園中，該館由林憲德博士所設計，於1996年2月28日當天落成啟用，是台灣最早的二二八紀念館。

## 外部連結
- 嘉義市政府建設處網站 嘉義市二二八紀念公園（页面存档备份，存于）